# Élections législatives de 2002 dans les Alpes-de-Haute-Provence
Les élections législatives françaises de 2002 se déroulent les 9 juin et 16 juin 2002. Dans le département des Alpes-de-Haute-Provence, deux députés sont à élire dans le cadre de deux circonscriptions.

## Élus
| Circonscription | Député sortant    | Parti | Parti | Député élu ou réélu | Parti | Parti |
| --------------- | ----------------- | ----- | ----- | ------------------- | ----- | ----- |
| 1re             | Jean-Louis Bianco |       | PS    | Jean-Louis Bianco   |       | PS    |
| 2e              | Robert Honde      |       | PRG   | Daniel Spagnou      |       | UMP   |

## Résultats

### Résultats à l'échelle du département
| Parti                                                       | Parti                               | Premier tour | Premier tour | Second tour | Second tour | Sièges |
| Parti                                                       | Parti                               | Voix         | %            | Voix        | %           | Sièges |
| ----------------------------------------------------------- | ----------------------------------- | ------------ | ------------ | ----------- | ----------- | ------ |
|                                                             | Union pour un mouvement populaire   | 25 675       | 35,26        | 36 781      | 54,62       | 1      |
|                                                             | Union pour la démocratie française  | 1 946        | 2,67         |             |             | 0      |
|                                                             | Divers droite                       | 180          | 0,25         | 0           |             |        |
|                                                             | Majorité présidentielle             | 27 801       | 38,18        | 36 781      | 54,62       | 1      |
|                                                             |                                     |              |              |             |             |        |
|                                                             | Parti socialiste                    | 11 994       | 16,47        | 16 907      | 25,11       | 1      |
|                                                             | Parti radical de gauche             | 8 388        | 11,52        | 13 654      | 20,28       | 0      |
|                                                             | Parti communiste français           | 2 752        | 3,78         |             |             | 0      |
|                                                             | Les Verts                           | 2 446        | 3,36         | 0           |             |        |
|                                                             | Pôle républicain                    | 2 031        | 2,79         | 0           |             |        |
|                                                             | Gauche parlementaire                | 27 611       | 37,92        | 30 561      | 45,39       | 1      |
|                                                             |                                     |              |              |             |             |        |
|                                                             | Front national                      | 8 253        | 11,34        |             |             | 0      |
|                                                             | Chasse, pêche, nature et traditions | 2 757        | 3,79         | 0           |             |        |
|                                                             | Divers écologiste dont MÉI et GÉ    | 1 609        | 2,21         | 0           |             |        |
|                                                             | Lutte ouvrière                      | 1 459        | 2,00         | 0           |             |        |
|                                                             | Mouvement national républicain      | 1 092        | 1,50         | 0           |             |        |
|                                                             | Extrême droite                      | 1 047        | 1,44         | 0           |             |        |
|                                                             | Ligue communiste révolutionnaire    | 532          | 0,73         | 0           |             |        |
|                                                             | Divers                              | 348          | 0,48         | 0           |             |        |
|                                                             | Régionaliste                        | 150          | 0,21         | 0           |             |        |
|                                                             | Extrême gauche dont PT              | 148          | 0,20         | 0           |             |        |
|                                                             |                                     |              |              |             |             |        |
| Inscrits                                                    | Inscrits                            | 109 172      | 100,00       | 109 156     | 100,00      | 2      |
| Abstentions                                                 | Abstentions                         | 34 563       | 31,66        | 38 038      | 34,85       |        |
| Votants                                                     | Votants                             | 74 609       | 68,34        | 71 118      | 65,15       |        |
| Blancs et nuls                                              | Blancs et nuls                      | 1 802        | 2,42         | 3 776       | 5,31        |        |
| Exprimés                                                    | Exprimés                            | 72 807       | 97,58        | 67 342      | 94,69       |        |
| Source : Ministère de l'Intérieur - Alpes-de-Haute-Provence |                                     |              |              |             |             |        |

### Résultats par circonscription

#### Première circonscription (Dignes-les-Bains)
| Candidat                                                 | Candidat                         | Parti                   | Premier tour | Premier tour | Second tour | Second tour |
| Candidat                                                 | Candidat                         | Parti                   | Voix         | %            | Voix        | %           |
| -------------------------------------------------------- | -------------------------------- | ----------------------- | ------------ | ------------ | ----------- | ----------- |
|                                                          | Jean-Louis Bianco sortant réélu  | PS                      | 11 994       | 33,78        | 16 907      | 50,79       |
|                                                          | Francis Galizi                   | UMP                     | 10 603       | 29,86        | 16 379      | 49,21       |
|                                                          | Michelle Signoret                | FN                      | 4 322        | 12,17        |             |             |
|                                                          | José Escanez                     | Pôle républicain        | 2 031        | 5,72         |             |             |
|                                                          | Christian Jauffret               | CPNT                    | 1 398        | 3,94         |             |             |
|                                                          | Philippe Berrod                  | Les Verts               | 1 233        | 3,47         |             |             |
|                                                          | Joëlle Tebar                     | UDF                     | 943          | 2,66         |             |             |
|                                                          | Valérie Durey                    | LCR                     | 701          | 1,97         |             |             |
|                                                          | Christophe Scaramelli            | Extrême droite (DDC)    | 602          | 1,70         |             |             |
|                                                          | Anne-Laure Goislard de Monsabert | MNR                     | 342          | 0,96         |             |             |
|                                                          | Muriel Parian                    | Divers écologiste       | 305          | 0,86         |             |             |
|                                                          | Olivier Tripelon                 | LO                      | 296          | 0,83         |             |             |
|                                                          | Richard Tonelli                  | Divers écologiste (GÉ)  | 265          | 0,75         |             |             |
|                                                          | Gaud Chauvin                     | Divers écologiste (MÉI) | 205          | 0,58         |             |             |
|                                                          | Gérard Delapierre                | Extrême gauche (PT)     | 148          | 0,42         |             |             |
|                                                          | Marcel Germain                   | Divers droite (CNIP)    | 78           | 0,23         |             |             |
|                                                          | Ouerdia Tabet                    | Divers                  | 39           | 0,11         |             |             |
|                                                          |                                  |                         |              |              |             |             |
| Inscrits                                                 | Inscrits                         | Inscrits                | 53 761       | 100,00       | 53 757      | 100,00      |
| Abstentions                                              | Abstentions                      | Abstentions             | 17 318       | 32,21        | 18 598      | 34,60       |
| Votants                                                  | Votants                          | Votants                 | 36 443       | 67,79        | 35 159      | 65,40       |
| Blancs et nuls                                           | Blancs et nuls                   | Blancs et nuls          | 938          | 2,57         | 1 873       | 5,33        |
| Exprimés                                                 | Exprimés                         | Exprimés                | 35 505       | 97,43        | 33 286      | 94,67       |
| Source : Ministère de l'Intérieur et Assemblée nationale |                                  |                         |              |              |             |             |

#### Deuxième circonscription (Manosque)
| Candidat                     | Candidat                 | Parti                   | Premier tour | Premier tour | Second tour | Second tour |
| Candidat                     | Candidat                 | Parti                   | Voix         | %            | Voix        | %           |
| ---------------------------- | ------------------------ | ----------------------- | ------------ | ------------ | ----------- | ----------- |
|                              | Daniel Spagnou élu       | UMP                     | 15 072       | 40,41        | 20 402      | 59,91       |
|                              | Robert Honde sortant     | PRG (PS)                | 8 388        | 22,49        | 13 654      | 40,09       |
|                              | Rémy Le Cardinal         | FN                      | 3 931        | 10,54        |             |             |
|                              | Yannick Philipponneau    | PCF                     | 2 752        | 7,38         |             |             |
|                              | Christian Pesce          | CPNT                    | 1 359        | 3,64         |             |             |
|                              | Patricia Starek          | Les Verts               | 1 213        | 3,25         |             |             |
|                              | Claude Laugier           | UDF                     | 1 003        | 2,69         |             |             |
|                              | Gérard Guieu             | LCR                     | 758          | 2,03         |             |             |
|                              | Mireille d'Ornano        | MNR                     | 750          | 2,01         |             |             |
|                              | Marie-Line Molina        | Extrême droite          | 445          | 1,19         |             |             |
|                              | Catherine Bourcier       | Divers écologiste       | 378          | 1,01         |             |             |
|                              | Isabelle Verschueren     | Divers                  | 309          | 0,83         |             |             |
|                              | Christine Berthe         | Divers écologiste (MÉI) | 246          | 0,66         |             |             |
|                              | Max Illy                 | LO                      | 236          | 0,63         |             |             |
|                              | Alain Raud               | Divers écologiste (GÉ)  | 210          | 0,56         |             |             |
|                              | Françoise Schmitt-Salice | POC                     | 150          | 0,40         |             |             |
|                              | Dorothée Martin          | Divers droite (CNIP)    | 102          | 0,27         |             |             |
|                              | Pierre Delmar            | diss. RPR               | 0            | 0            |             |             |
|                              |                          |                         |              |              |             |             |
| Inscrits                     | Inscrits                 | Inscrits                | 55 411       | 100,00       | 55 399      | 100,00      |
| Abstentions                  | Abstentions              | Abstentions             | 17 245       | 31,12        | 19 440      | 35,09       |
| Votants                      | Votants                  | Votants                 | 38 166       | 68,88        | 35 959      | 64,91       |
| Blancs et nuls               | Blancs et nuls           | Blancs et nuls          | 864          | 2,26         | 1 903       | 5,29        |
| Exprimés                     | Exprimés                 | Exprimés                | 37 302       | 97,74        | 34 056      | 94,71       |
| Source : Assemblée nationale |                          |                         |              |              |             |             |